# ギオルギ7世 (ジョージア王)
ギオルギ7世（グルジア語: გიორგი VII、グルジア語ラテン翻字: Giorgi VII、1366年 – 1407年）は、バグラティオニ朝ジョージア王国の王（在位期間1393年–1407年）。

## 生涯
ギオルギはジョージア王バグラト5世の息子であり、母親はトレビゾンド皇帝バシレイオス1世の娘エレナであった。父バグラトは、1369年にギオルギを共同君主に任命した。
1386年、父バグラトがティムールに敗れ、捕虜となった。王子ギオルギは続く侵攻を撥ね返し、父バグラトを釈放させた。1393年に父バグラトが死去すると、ギオルギは王権を引き継いだ。ギオルギは治世のほとんどをティムールとの戦いに費やした。ティムール朝は1387年から1403年にかけて、抵抗するジョージア王国にさらに7回の侵攻を行った。ティムールの主な目標は、ジョージアを征服し、その国民をイスラム教に改宗させることであった。ギオルギは戦地の住民を山岳地帯へ避難させ、ティムールの破壊的な攻撃に対して抵抗を続けた。
ティムールは反抗的な対応を取り続けるジョージアを鎮圧するために、侵攻の大部分を自ら指示した。ティムールはジョージアの統治権を奪うことができなかったが、ジョージアに回復困難な打撃を与えた。ティムールの残酷な攻撃にもかかわらず、ジョージアの人々は激しく抵抗し、ティムールがギオルギを捕縛をすることは叶わなかった。最終的に1403年、ギオルギはティムールを宗主国として認め、和平を結んだ。ギオルギはキリスト教国の君主として戴冠する権利を保持した。
ティムールとの戦争の後、ジョージア王国の南東の国境に黒羊朝の大軍が接近した。1407年、ギオルギはアルメニア地域においてトルクメンの部隊と接触。ギオルギは荒廃し弱体化したジョージアへの新たなる敵の侵入を阻止するために戦った。18世紀の歴史学者ヴァフシティ・バグラティオニによると、ギオルギはナヒドゥリの戦いにおいて戦死したと記述している。この記録は今日議論となっており、ギオルギは自然死したという説もある。ギオルギの遺体はスヴェティツホヴェリ大聖堂に埋葬された。
ギオルギは子供はおらず、異母弟のコンスタンティネ1世が王位を継承した。